# Jan Steenbergen
Jan Steenbergen (* 1676 in Heerde; † um 1730) war ein niederländischer Holzblasinstrumentenmacher. Er stellte überwiegend Blockflöten und Oboen her.
Steenbergens Vorfahren kamen aus Heerde und Hattem. Anders als viele Berufskollegen, die aus vom Krieg bedrohten Gegenden geflohen waren und als Holzblasinstrumentenmacher in Amsterdam ankamen, lernte er sein Handwerk bei Richard Haka.
Das bekannteste Instrument aus seiner Werkstatt befand sich in der Sammlung von Frans Brüggen.